# John Noble
John Noble (Port Pirie, 20 de agosto de 1948) é um ator e diretor de teatro australiano, mais conhecido pelo personagem Denethor II na trilogia cinematográfica O Senhor dos Anéis e pelo personagem Walter Bishop na série de televisão Fringe. É pai da também atriz australiana Samantha Noble.

## Filmografia
| Filmes | Filmes                                        | Filmes            |
| Ano    | Filme                                         | Personagem        |
| ------ | --------------------------------------------- | ----------------- |
| 1988   | The Dreaming                                  | Dr. Richards      |
| 1989   | A Sting in the Tale                           | Primeiro Ministro |
| 1990   | Call Me Mr. Brown                             | Sergeant          |
| 1993   | The Nostradamus Kid                           | General Booth     |
| 1999   | Airtight                                      | Sorrentino        |
| 2000   | The Monkey's Mask                             | Mr. Norris        |
| 2000   | Virtual Nightmare                             | Dad               |
| 2002   | The Lord of the Rings: The Two Towers         | Denethor          |
| 2002   | The Outsider                                  | Fergus Hunter     |
| 2002   | Superfire                                     | Paul Baylis       |
| 2003   | The Lord of the Rings: The Return of the King | Denethor II       |
| 2004   | Fracture                                      | Howard Peet       |
| 2004   | The Mystery of Natalie Wood                   | Irving Pichel     |
| 2006   | One Night with the King                       | Prince Admantha   |
| 2006   | Running Scared                                | Ivan Yugorsky     |
| 2006   | Voodoo Lagoon                                 | Ben               |
| 2010   | Risen                                         | Eddie Thomas      |
| 2010   | The Last Airbender                            | Dragon Spirit     |

| Televisão  | Televisão                                 | Televisão                        | Televisão | Televisão |
| Ano        | Série                                     | Personagem                       | Episódios | Notas |
| ---------- | ----------------------------------------- | -------------------------------- | --------- | --- |
| 1991       | Police Rescue                             | Sergeant                         | 1         | |
| 1991       | Agatha Christie: Poirot                   | Rigoletto                        | 1         | |
| 1993       | Time Trax                                 | Mr. Michaels                     | 1         | |
| 1997       | Big Sky                                   | Graham James                     | 1         | |
| 1998       | Water Rats                                | Dr. Harry                        | 1         | |
| 1998–2004  | All Saints                                | Dr. John Madsen                  | 32        | |
| 2000       | Tales of the South Seas                   | Christian Ambrose                | 1         | |
| 2001       | Sir Arthur Conan Doyle's The Lost World   | Inspetor Robert Anderson         | 1         | |
| 2001       | The Bill                                  | Commander Warren                 | 1         | |
| 2001–2006  | Home and Away                             | Dr. Helpman                      | 9         | |
| 2002       | Young Lions                               | Adam Gallagher                   | 4         | |
| 2002       | Stingers                                  | Michael Kranz                    | 1         | |
| 2006       | Stargate SG-1                             | Meurik                           | 1         | 9ª temporada - Episódio 20 - "Camelot"                                                                                           |
| 2007       | Journeyman                                | Wine Connoisseur                 | 1         | |
| 2007       | The Unit                                  | The CEO                          | 1         | |
| 2007       | 24                                        | Anatoly Markov                   | 2         | |
| 2007       | Pirate Islands: The Lost Treasure of Fiji | Blackheart                       | 13        | |
| 2008–2013  | Fringe                                    | Dr. Walter Bishop e Walternative | 43        | Satellite Award para Melhor Ator de Suporte – Séries, Miniséries ou Filmes Saturn Award para Melhor Ator de Suporte na Televisão |
| 2011       | Transformers: Prime                       | Unicron                          | 4         | Apenas voz |
| 2013-atual | Sleepy Hollow                             | Henry Parrish                    | 15        | Promovido a ator permanente. |

## Outros Trabalhos
- Diretor Artístico da Stage Company (Australia) 1977–1987.
- Voz do personagem Bishop no jogo multi-plataforma The Saboteur.
- Voz e aparência do personagem Mr.Monroe no jogo multi-plataforma L.A. Noire.